# Necydalis niisatoi
Necydalis niisatoi là một loài bọ cánh cứng trong họ Cerambycidae.